# Андроники (Ярославская область)
Андроники — село в Ярославском районе Ярославской области России.
В рамках организации местного самоуправления входит в Кузнечихинское сельское поселение; в рамках административно-территориального устройства включается в Толбухинский сельский округ.

## География
Расположено в 28 км к северу от центра города Ярославль, на автомобильной дороге Ярославль — Вологда.
В 3 км к востоку находится центр Толбухинского сельского округа — село Толбухино, а в 17 км к югу — центр Кузнечихинского сельского поселения — деревня Кузнечиха.

## Население
| 2007 | 2010 |
| ---- | ---- |
| 615  | ↘593 |

### Известные жители
- Толбухин, Фёдор Иванович (1894—1949) — Маршал Советского Союза (1944), Герой Советского Союза (1965, посмертно).

## Инфраструктура
ФАП (филиал Ярославской центральной районной больницы).

## Достопримечательности
- Памятник Ф.И. Толбухину[6].